# Eucopia unguiculata
Eucopia unguiculata is een kreeftachtigensoort uit de familie van de Eucopiidae. De wetenschappelijke naam van de soort is voor het eerst geldig gepubliceerd in 1875 door Willemoes-Suhm.